# Обермайер, Эрно
Кальман Эрно Обермайер (венг. Ernő Obermayer ; 13 декабря 1888, медье Веспрем, Австро-Венгрия — 27 мая 1969, Сегед) — венгерский учёный-селекционер, химик, член-корреспондент Венгерской академии наук (1953), лауреат Национальной премии имени Кошута (1949).

## Биография

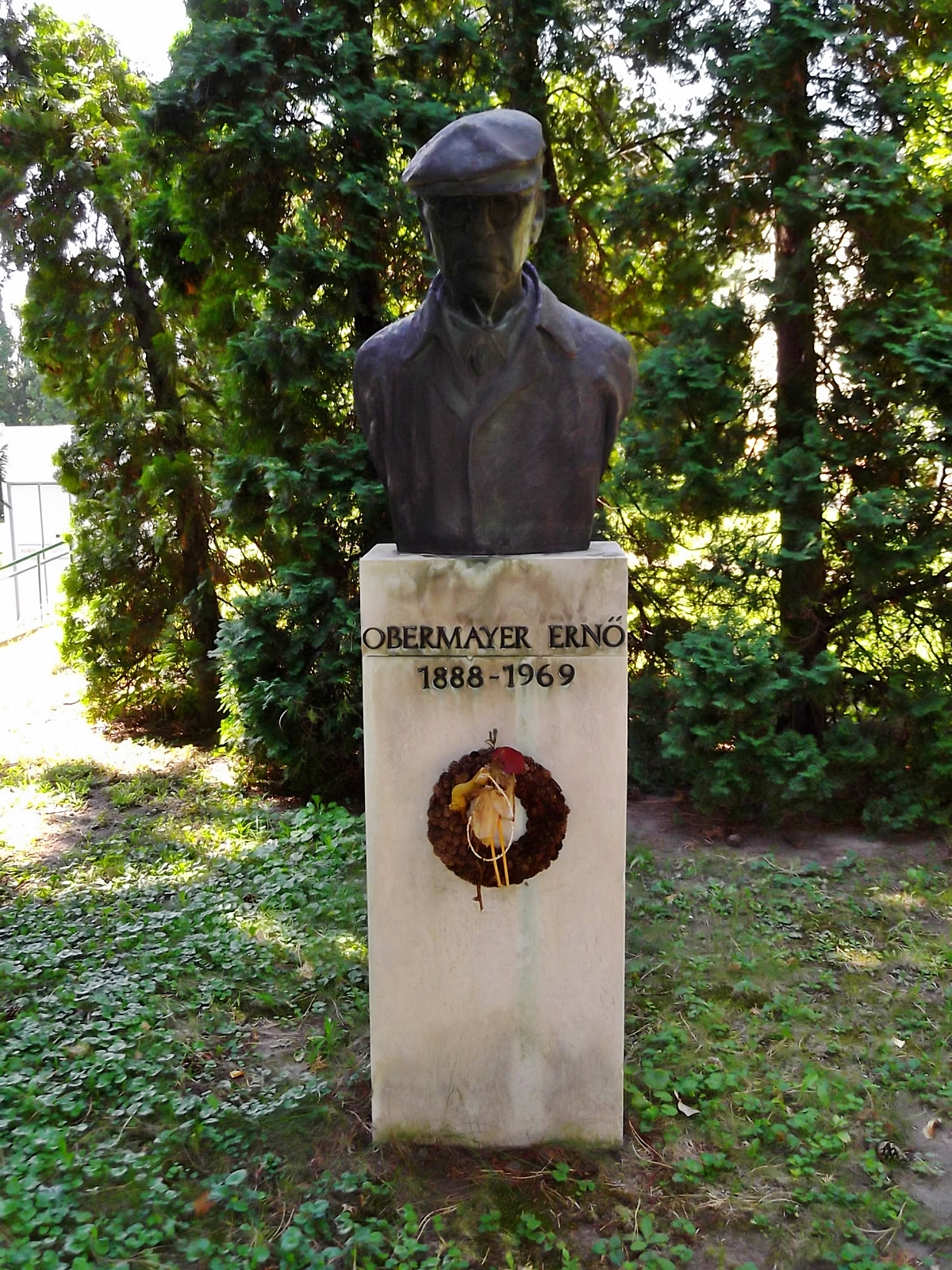
Бронзовый бюст Эрно Обермайера в Сегеде

Высшее образование получил в Будапештском технологическом университете. Химик-технолог. В 1910 году получил научную степень в области химического машиностроения.
Начал свои опыты в Национальном институте селекции растений в Мадьяроваре (1910—1918).
С 1910 года изучал содержание масел в сельскохозяйственных овощных культурах, в частности сладком перце. Был первым директором научно-исследовательской станции в Калоча. Вначале выращивал новые сорта перца, затем в 1927 году после успешного внедрения нескольких острых и сладких сортов перца, стал сотрудником химической экспериментальной станции в Сегед, где добился значительных результатов в разведении и выращивании сладкого перца. 80 % пряных сортов, выращиваемых в настоящее время, являются результатом его экспериментов. В дополнение к острым перцам он также имел дело с засухоустойчивыми сладкими перцами.
При экспериментах по выращиванию риса Э. Обермайеру удалось решить проблему районирования сортов, какие из них являются наиболее подходящими для домашнего выращивания в Венгрии.
Помимо перца и риса он также занимался выращиванием зерновых, соевых бобов, тмина, клещевины и хлопка.

## Избранные публикации
- A paprika mint magyar fűszer-különlegesség és kiviteli cikk (1929)
- Ärztliche Meinungen über die physiologische Wirkung des ungarischen Paprikas (1935)
- Magyarország gabonatermesztése (1942)
- Szójababtermesztés háborús jelentősége (1942)
- A paprika (La kapsiko), (1955)

## Награды
- 1949 — Премия имени Кошута

## Память
- В декабре 1978 года, в 90-ю годовщину со дня его рождения, в саду Сегедского сельскохозяйственного НИИ установлен бронзовый бюст учёного.